# Coupe du monde de rugby à XIII 2017
Navigation
Coupe du monde 2013 Coupe du monde 2021
La Coupe du monde de rugby à XIII 2017 est la 15e édition de la Coupe du monde de rugby à XIII, compétition organisée par la fédération internationale de rugby à XIII et qui réunit les meilleures sélections masculines. Elle se déroule du 27 octobre 2017 au 2 décembre 2017 en Australie, en Nouvelle-Zélande et en Papouasie Nouvelle-Guinée.
Plusieurs nations sont qualifiées d'office en raison de leurs résultats lors de la Coupe de monde 2013 à savoir sept des quarts-de-finaliste que sont l'Australie, la Nouvelle-Zélande, l'Angleterre, les Fidji, la France, les Samoa et l'Écosse, ainsi que la Papouasie-Nouvelle-Guinée en tant que nation hôte. Se sont qualifiés à la suite d'éliminatoires les États-Unis, l'Irlande, l'Italie, le Pays de Galles et les Tonga.
On note aussi, pour la première fois dans l'histoire de la compétition, la participation du Liban.

## Préparation de l'événement

### Choix du projet
Deux candidatures ont été déposées pour organiser la Coupe du monde 2017. Malgré l'absence du soutien des autorités politiques sud-africaines qui ne veulent pas voir une concurrence au rugby à XV, la première émane d'Afrique du Sud qui désire se saisir de cette occasion dans l'élan du succès de la Coupe du monde de football 2010 et ainsi faire en sorte que la fédération sud-africaine de rugby à XIII soit reconnue et puisse surmonter les obstacles politiques. La seconde émane d'une candidature conjointe entre l'Australie et la Nouvelle-Zélande. Le Ministre des sports néo-zélandais, Murray McCully, désirait une candidature unique de son pays mais le président de la fédération néo-zélandais de rugby à XIII, Scott Carter, préférait une organisation conjointe.
Le 19 février 2014, la fédération internationale annonce que la candidature de l'Australie et la Nouvelle-Zélande est sélectionnée. Ils ont donc trois années pour planifier l'événement. Le président de la fédération internationale déclare à cette occasion : « Les deux candidatures étaient bien convaincantes, mais la candidature conjointe de l'Australie et la Nouvelle-Zélande a été sélectionnée comme l'une des plus grandes chances de succès ».

## Acteurs de la Coupe du monde

### Équipes qualifiées
Contrairement à l'édition 2013 où douze des quatorze nations participantes étaient qualifiées d'office, l'édition 2017 ne voit que sept qualifiés d'office. Ainsi sept des quart-de-finalistes de l'édition 2013 sont automatiquement qualifiés, à savoir l'Australie, la Nouvelle-Zélande, l'Angleterre, les Fidji, la France, les Samoa et l'Écosse, ainsi que la Papouasie-Nouvelle-Guinée en tant que nation hôte.
Concernant les qualifications pour les six nations restantes, celles-ci s'effectueront par zone géographique : trois places pour l'Europe, une place pour l'Asie-Pacifique, une pour les Amériques et une dernière pour l'Afrique-Moyen-Orient. Le programme des qualifications est connue en octobre 2014.
| Qualifiés d'office 8 places                                                                               | Qualifiés 6 places                                        |
| --- | --------------------------------------------------------- |
| - Angleterre - Australie - Écosse - Fidji - France - Nouvelle-Zélande - Papouasie-Nouvelle-Guinée - Samoa | - USA - Irlande - Italie - Liban - Pays de Galles - Tonga |

### Arbitres
Les arbitres sont dirigés par Tony Archer et trois entraîneurs : Steve Ganson, Russell Smith et Luke Watts.
Les arbitres sélectionnés pour cette Coupe du monde sont :
| Australie | Australie | Angleterre | Nouvelle-Zélande                  |
| --- | --- | --- | --------------------------------- |
| - Grant Atkins - Chris Butler - Matt Cecchin - Steve Chiddy - Ben Cummins - Adam Gee - Ashley Klein - Jared Maxwell | - David Munro - Ziggy Przeklasa-Adamski - Belinda Sleeman - Jon Stone - Bernard Sutton - Chris Sutton - Gerard Sutton - Michael Wise | - Phil Bentham - James Child - Mark Craven - Robert Hicks - Chris Kendall - Scott Mikalauskas - Liam Moore - Tim Roby - Ben Thaler | - Chris McMillan - Henry Perenara |

## Stades
Il est annoncé en octobre 2014 que des discussions ont été ouvertes avec la Papouasie-Nouvelle-Guinée pour que cette dernière accueille des rencontres de la Coupe du monde. En septembre 2015, la fédération papou pose une requête auprès de la fédération internationale pour accueillir trois rencontres. En octobre 2015, il est décidé que la Papouasie-Nouvelle-Guinée accueille ces trois rencontres lors des rencontres du premier tour.
Le Melbourne Rectangular Stadium de Melbourne accueille le match d'ouverture de la Coupe du monde entre l'Australie et l'Angleterre, tandis que le Brisbane Stadium accueille la finale de la compétition. L'absence de rencontres en Nouvelle-Galles du Sud, cœur historique du rugby à XIII australien, a suscité de nombreuses critiques. En effet, seul le Sydney Football Stadium accueille deux rencontres au premier tour lié à l'équipe du Liban tandis que les autres rencontres sont disputées dans les autres États. Cela est dû au refus du gouvernement de Nouvelle-Galles du Sud de faire une offre pour les droits d'hébergements. Malgré cette polémique, la fédération internationale maintient sa position.

### Australie
| Brisbane | Sydney                    | Melbourne                     | Townsville         |
| --- | ------------------------- | ----------------------------- | ------------------ |
| Brisbane Stadium | Sydney Football Stadium   | Melbourne Rectangular Stadium | Townsville Stadium |
| 52 500 spectateurs | 45 500 spectateurs        | 30 050 spectateurs            | 26 500 spectateurs |
| |                           |                               |                    |
| Canberra | Perth                     | Cairns                        | Darwin             |
| Canberra Stadium | Perth Rectangular Stadium | Barlow Park                   | Darwin Stadium     |
| 25 011 spectateurs | 20 500 spectateurs        | 18 000 spectateurs            | 12 000 spectateurs |
| |                           |                               |                    |
| [[Fichier:Australia location map conic.png\|400px\|{{#if:\|{{{alt}}}\|Coupe du monde de rugby à XIII 2017 est dans la page Australie .]]Townsville Brisbane Cairns Darwin Sydney Canberra Melbourne Perth |                           |                               |                    |

### Nouvelle-Zélande
| Wellington | Auckland            | Hamilton         | Christchurch         |
| --- | ------------------- | ---------------- | -------------------- |
| Wellington Regional Stadium | Mount Smart Stadium | Waikato Stadium  | Christchurch Stadium |
| Capacity: 34,500 | Capacity: 30,000    | Capacity: 25,800 | Capacity: 18,000     |
| |                     |                  |                      |
| [[Fichier:New Zealand location map.svg\|300px\|{{#if:\|{{{alt}}}\|Coupe du monde de rugby à XIII 2017 est dans la page Nouvelle-Zélande.]]Wellington Auckland Christchurch Hamilton |                     |                  |                      |

### Papouasie-Nouvelle-Guinée
| National Football Stadium |
| Capacity: 17,000 |
| [[Fichier:Papua New Guinea location map.svg\|400px\|{{#if:\|{{{alt}}}\|Coupe du monde de rugby à XIII 2017 est dans la page Papouasie-Nouvelle-Guinée.]]Port Moresby |

## Matches de préparation
Avant la compétition, de nombreuses équipes se sont jaugées autour de matches amicaux de préparation.
| 23 septembre 2017 | Papouas.-Nlle-Guinée | 8–48 | Australie PMXIII | National Football Stadium, Port Moresby |

| 8 octobre 2017 | Malte | 24–24 | Italie | Marconi Stadium, Sydney |

| 13 octobre 2017 | Country U23s | 26–40 | Samoa | McDonald's Park, Wagga Wagga |

|                 |        |       |          |                                 |
| 13 octobre 2017 | France | 34–12 | Jamaïque | Stade Gilbert Brutus, Perpignan |

| 14 octobre 2017 | Fidji | 0–10 | Papouas.-Nlle-Guinée | ANZ National Stadium, Suva |

| 14 octobre 2017 | Australie | 20–4 | Papouas.-Nlle-Guinée | ANZ National Stadium, Suva |

| 14 octobre 2017 | Fidji | 0–18 | Australie | ANZ National Stadium, Suva |

| 14 octobre 2017 | Liban | 32–16 | Niue | Leichhardt Oval, Sydney |

| 20 octobre 2017 | Country U23s | 50–14 | Écosse | Kingsford Smith Park, Ballina |

| 20 octobre 2017 | Italie | 6–16 | Tonga | Callendar Park, Cairns |

| 20 octobre 2017 | Combined Affiliated States | 12–74 | Angleterre | Perth Oval, Perth |

## Déroulement de la compétition

### 1ertour

#### Groupe A
| Groupe A |            |   |   |   |   |     |     |     |
|          | Équipe     | J | V | N | D | PP  | PC  | Pts |
| 1        | Australie  | 3 | 3 | 0 | 0 | 104 | 10  | 6   |
| 2        | Angleterre | 3 | 2 | 0 | 1 | 69  | 34  | 4   |
| 3        | Liban      | 3 | 1 | 0 | 2 | 39  | 81  | 2   |
| 4        | France     | 3 | 0 | 0 | 3 | 30  | 117 | 0   |

| 27 octobre  | Australie  | 18 - 4  | Angleterre | Melbourne Rectangular Stadium, Melbourne |
| 29 octobre  | France     | 18 - 29 | Liban      | Canberra Stadium, Canberra               |
| 3 novembre  | Australie  | 52 - 6  | France     | Canberra Stadium, Canberra               |
| 4 novembre  | Angleterre | 29 - 10 | Liban      | Sydney Football Stadium, Sydney          |
| 11 novembre | Australie  | 34 - 0  | Liban      | Sydney Football Stadium, Sydney          |
| 12 novembre | Angleterre | 36 - 6  | France     | Perth Rectangular Stadium, Perth         |

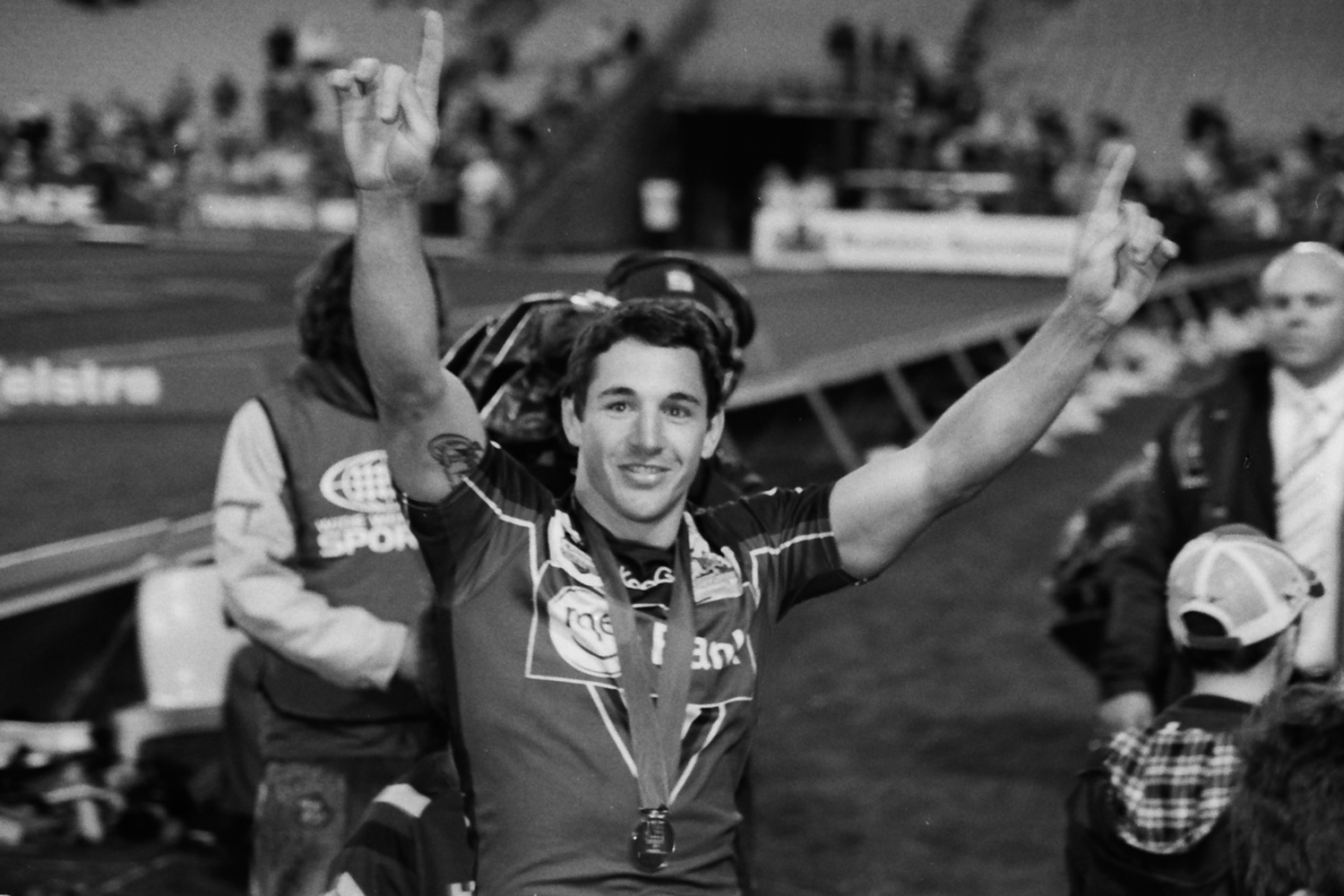
Billy Slater, homme du match Australie - Angleterre

Le match d'ouverture oppose deux des favoris pour le titre mondial, l'Australie et l'Angleterre. Le premier domine et remporte (18-4) cette opposition confirmant son statut de grand favori en tant que nation hôte de l'événement. Dans l'autre rencontre, le Liban, composés de nombreux Australiens d'origine libanaise, remporte une victoire historique 29 à 18 contre la France lui permettant d'entrevoir une qualification pour les quarts de finale puisque les trois premières places de cette poule sont qualificatives. Pour la France en revanche, les espoirs de qualification semblent compromis. Cela se confirme dans la deuxième rencontre entre la France et l'Australie puisque celle-ci s'impose facilement 52 à 6. Le Liban de son côté ne réédite pas la même performance face aux Anglais puisque l'Angleterre, sans convaincre, s'impose 29 à 10. Dans l'ultime journée de cette poule, l'Australie confirme son statut contre le Liban 34 à 0 pendant que l'Angleterre réalise un match solide contre la France (36-6). La France est éliminée.

#### Groupe B
| Groupe B |              |   |   |   |   |     |     |     |
|          | Équipe       | J | V | N | D | PP  | PC  | Pts |
| 1        | Tonga        | 3 | 3 | 0 | 0 | 110 | 44  | 6   |
| 2        | Nlle-Zélande | 3 | 2 | 0 | 1 | 134 | 42  | 4   |
| 3        | Samoa        | 3 | 0 | 1 | 2 | 40  | 84  | 1   |
| 4        | Écosse       | 3 | 0 | 1 | 2 | 24  | 138 | 1   |

| 28 octobre  | Nlle-Zélande | 38 - 8  | Samoa  | Mount Smart Stadium, Auckland      |
| 29 octobre  | Écosse       | 4 - 50  | Tonga  | Barlow Park, Cairns                |
| 4 novembre  | Nlle-Zélande | 76 - 6  | Écosse | Christchurch Stadium, Christchurch |
| 4 novembre  | Samoa        | 18 - 32 | Tonga  | Waikato Stadium, Hamilton          |
| 11 novembre | Samoa        | 14 - 14 | Écosse | Barlow Park, Cairns                |
| 11 novembre | Nlle-Zélande | 22 - 28 | Tonga  | Waikato Stadium, Hamilton          |

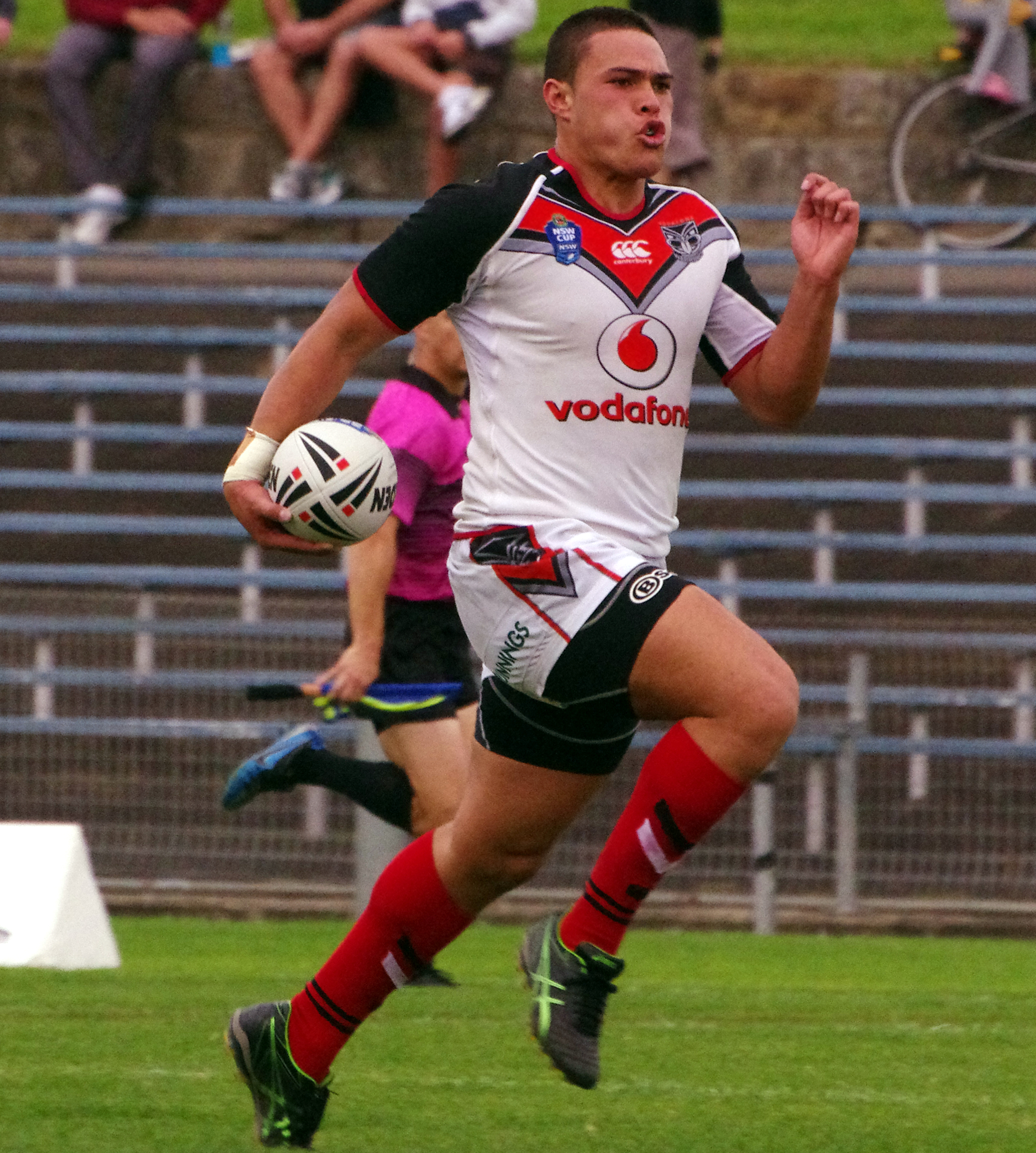
Tuimoala Lolohea, homme du match Tonga - Nouvelle-Zélande

La Nouvelle-Zélande remporte son premier match contre les Samoa 38 à 8, ces derniers étant décevants. De son côté, les Tonga entrent parfaitement dans la compétition en battant (50-4) l'Écosse et se présentent comme un outsider potentiel. Lors de la seconde journée, la Nouvelle-Zélande réalise une démonstration (74-6) face à l'Écosse leur permettant de laver l'affront que les Écossais leur infligèrent lors du Tournoi des Quatre Nations en 2016 (tenant en échec la Nouvelle-Zélande). Les Tonga dans l'opposition des Îles du Pacifique confirme leur victoire inaugurale en battant (32-18) les Samoa. Dans l'ultime journée de cette poule, Les Samoa sont tout proches de l'élimination contre l'Écosse en étant tenu en échec (14-14) mais se qualifient grâce à une meilleure différence de points. La dernière rencontre débouche sur une victoire historique des Tonga 28 à 22 contre la Nouvelle-Zélande.

#### Groupe C et D

##### Groupe C
| Groupe C |                      |   |   |   |   |     |     |     |
|          | Équipe               | J | V | N | D | PP  | PC  | Pts |
| 1        | Papouas.-Nlle-Guinée | 3 | 3 | 0 | 0 | 168 | 28  | 6   |
| 2        | Irlande              | 3 | 2 | 0 | 1 | 68  | 74  | 4   |
| 3        | Pays de Galles       | 3 | 0 | 0 | 3 | 12  | 168 | 0   |

| 28 octobre  | Papouas.-Nlle-Guinée | 50 - 6 | Pays de Galles | National Football Stadium, Port Moresby |
| 5 novembre  | Papouas.-Nlle-Guinée | 14 - 6 | Irlande        | National Football Stadium, Port Moresby |
| 10 novembre | Pays de Galles       | 6 - 34 | Irlande        | Perth Rectangular Stadium, Perth        |

##### Groupe D
| Groupe D |            |   |   |   |   |     |     |     |
|          | Équipe     | J | V | N | D | PP  | PC  | Pts |
| 1        | Fidji      | 3 | 3 | 0 | 0 | 168 | 28  | 6   |
| 2        | Italie     | 3 | 1 | 0 | 2 | 68  | 74  | 2   |
| 3        | États-Unis | 3 | 0 | 0 | 3 | 12  | 168 | 0   |

| 28 octobre  | Fidji  | 58 - 12 | États-Unis | Willows Sports Complex, Townsville |
| 5 novembre  | Italie | 46 - 0  | États-Unis | Willows Sports Complex, Townsville |
| 10 novembre | Fidji  | 38 - 10 | Italie     | Canberra Stadium, Canberra         |

##### Matches inter-groupe C et D
Les équipes des groupes C et D jouent un match supplémentaire avec une équipe de l'autre groupe :
| 29 octobre 2017  | Irlande              | 36 - 12 | Italie         | Barlow Park, Cairns                     |
| 5 novembre 2017  | Fidji                | 72 - 6  | Pays de Galles | Willows Sports Complex, Townsville      |
| 12 novembre 2017 | Papouas.-Nlle-Guinée | 64 - 0  | États-Unis     | National Football Stadium, Port Moresby |

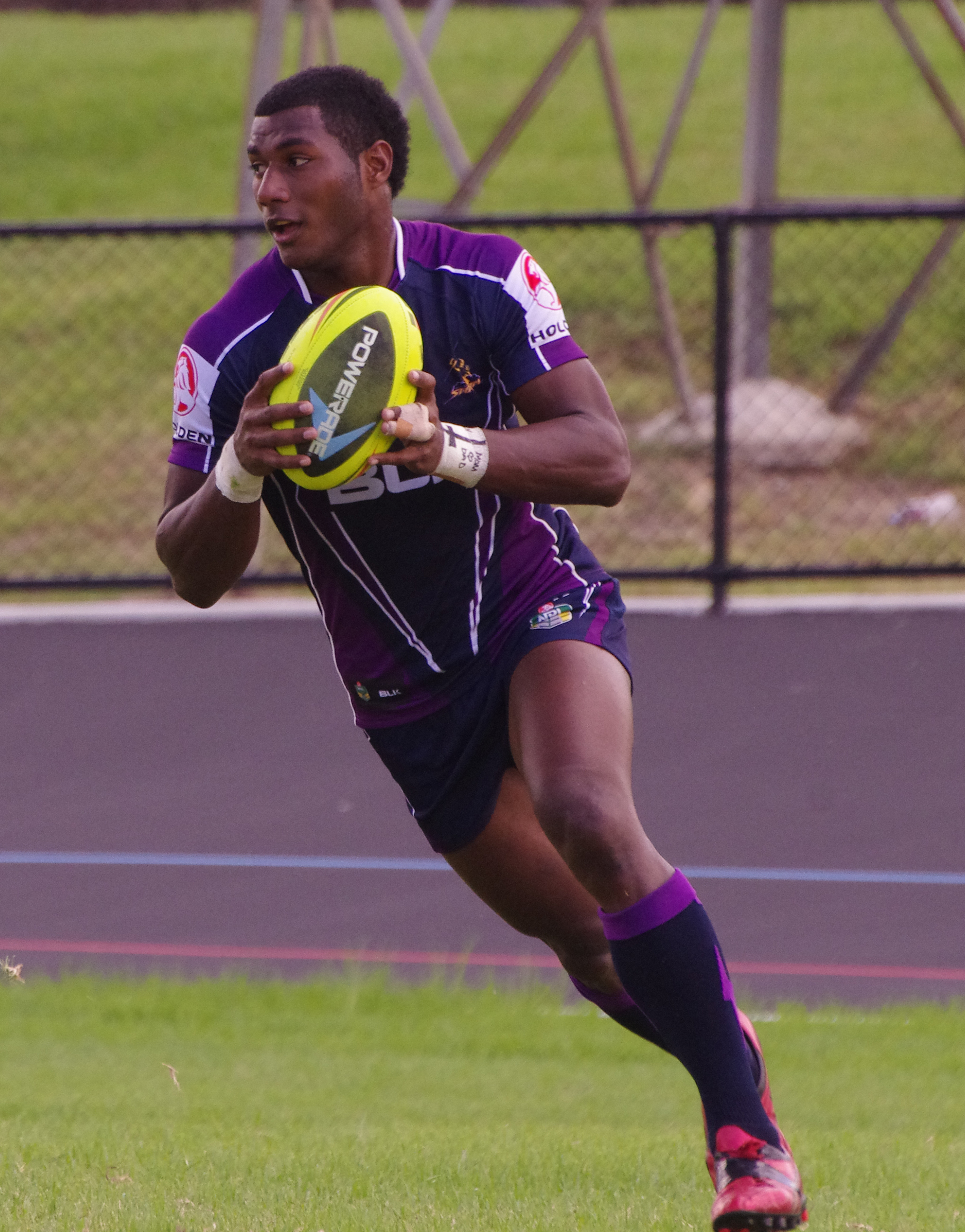
Le Fidjien Suliasi Vunivalu
(huit essais en trois matches)

Les groupes C & D sont composées de trois équipes chacun. Chacune dispute un match supplémentaire contre un adversaire de l'autre groupe pour déterminer le qualifié en quarts de finale.
Dans la poule C, la Papouasie-Nouvelle-Guinée qui dispute ses trois matches à domicile obtient la qualification pour les quarts de finale grâce à trois victoires contre le pays de Galles, l'Irlande et les États-Unis. L'Irlande termine deuxième après avoir battu l'Italie et le pays de Galles mais est éliminée, et le pays de Galles termine dernière avec trois grosses défaites.
Dans la poule D, les Fidji confirment leur statut d'outsider grâce également à trois victoires éclatantes contre les États-Unis (58-12), le pays de Galles (72-6) et l'Italie (38-10). Cette dernière ne remporte qu'une seule de ses rencontres contre les États-Unis. Ces derniers, révélation du tournoi en 2013 avec un quart de finale, ont subi trois grosses défaites dans cette édition.

### Phase à élimination directe
|  | Quarts de finale                              | Quarts de finale                            |           |    | Demi-finales                             | Demi-finales                             |  |  | Finale                                   | Finale                                   |
|  | Quarts de finale                              | Quarts de finale                            |           |    | Demi-finales                             | Demi-finales                             |  |  | Finale                                   | Finale                                   |
|  |                                               |                                             |           |    |                                          |                                          |  |  |                                          |                                          |
|  | Marrara Oval, Darwin le 17/11/2017            | Marrara Oval, Darwin le 17/11/2017          |           |    | Brisbane Stadium, Brisbane le 24/11/2017 | Brisbane Stadium, Brisbane le 24/11/2017 |  |  | Brisbane Stadium, Brisbane le 02/12/2017 | Brisbane Stadium, Brisbane le 02/12/2017 |
|  | Marrara Oval, Darwin le 17/11/2017            | Marrara Oval, Darwin le 17/11/2017          |           |    | Brisbane Stadium, Brisbane le 24/11/2017 | Brisbane Stadium, Brisbane le 24/11/2017 |  |  | Brisbane Stadium, Brisbane le 02/12/2017 | Brisbane Stadium, Brisbane le 02/12/2017 |
|  | Australie                                     | 46                                          |           |    | Brisbane Stadium, Brisbane le 24/11/2017 | Brisbane Stadium, Brisbane le 24/11/2017 |  |  | Brisbane Stadium, Brisbane le 02/12/2017 | Brisbane Stadium, Brisbane le 02/12/2017 |
|  | Australie                                     | 46                                          |           |    | Brisbane Stadium, Brisbane le 24/11/2017 | Brisbane Stadium, Brisbane le 24/11/2017 |  |  | Brisbane Stadium, Brisbane le 02/12/2017 | Brisbane Stadium, Brisbane le 02/12/2017 |
|  | Samoa                                         | 0                                           |           |    | Brisbane Stadium, Brisbane le 24/11/2017 | Brisbane Stadium, Brisbane le 24/11/2017 |  |  | Brisbane Stadium, Brisbane le 02/12/2017 | Brisbane Stadium, Brisbane le 02/12/2017 |
|  | Samoa                                         | 0                                           | Australie | 54 |                                          |                                          |  |  | Brisbane Stadium, Brisbane le 02/12/2017 | Brisbane Stadium, Brisbane le 02/12/2017 |
|  | Westpac Stadium, Wellington le 18/11/2017     |                                             | Australie | 54 |                                          |                                          |  |  | Brisbane Stadium, Brisbane le 02/12/2017 | Brisbane Stadium, Brisbane le 02/12/2017 |
|  |                                               | Fidji                                       | 6         |    |                                          |                                          |  |  | Brisbane Stadium, Brisbane le 02/12/2017 | Brisbane Stadium, Brisbane le 02/12/2017 |
|  | Nouvelle-Zélande                              | Fidji                                       | 6         | 2  |                                          |                                          |  |  | Brisbane Stadium, Brisbane le 02/12/2017 | Brisbane Stadium, Brisbane le 02/12/2017 |
|  | Nouvelle-Zélande                              |                                             |           | 2  |                                          |                                          |  |  | Brisbane Stadium, Brisbane le 02/12/2017 | Brisbane Stadium, Brisbane le 02/12/2017 |
|  | Fidji                                         | 4                                           |           |    |                                          |                                          |  |  | Brisbane Stadium, Brisbane le 02/12/2017 | Brisbane Stadium, Brisbane le 02/12/2017 |
|  | Fidji                                         | 4                                           | Australie | 6  |                                          |                                          |  |  |                                          |                                          |
|  | Rugby League Park, Christchurch le 18/11/2017 |                                             | Australie | 6  |                                          |                                          |  |  |                                          |                                          |
|  |                                               | Angleterre                                  | 0         |    |                                          |                                          |  |  |                                          |                                          |
|  | Tonga                                         | Angleterre                                  | 0         | 24 |                                          |                                          |  |  |                                          |                                          |
|  | Tonga                                         | Mount Smart Stadium, Auckland le 25/11/2017 |           | 24 |                                          |                                          |  |  |                                          |                                          |
|  | Liban                                         | 22                                          |           |    |                                          |                                          |  |  |                                          |                                          |
|  | Liban                                         | 22                                          | Tonga     | 18 |                                          |                                          |  |  |                                          |                                          |
|  | AAMI Park, Melbourne le 19/11/2017            |                                             | Tonga     | 18 |                                          |                                          |  |  |                                          |                                          |
|  |                                               | Angleterre                                  | 20        |    |                                          |                                          |  |  |                                          |                                          |
|  | Angleterre                                    | Angleterre                                  | 20        | 36 |                                          |                                          |  |  |                                          |                                          |
|  | Angleterre                                    |                                             |           | 36 |                                          |                                          |  |  |                                          |                                          |
|  | Papouasie-Nouvelle-Guinée                     | 6                                           |           |    |                                          |                                          |  |  |                                          |                                          |
|  | Papouasie-Nouvelle-Guinée                     | 6                                           |           |    |                                          |                                          |  |  |                                          |                                          |

#### Quarts de finale

##### Australie - Samoa
(mt : 30 - 0)
Homme du match :  Valentine Holmes
Points marqués :

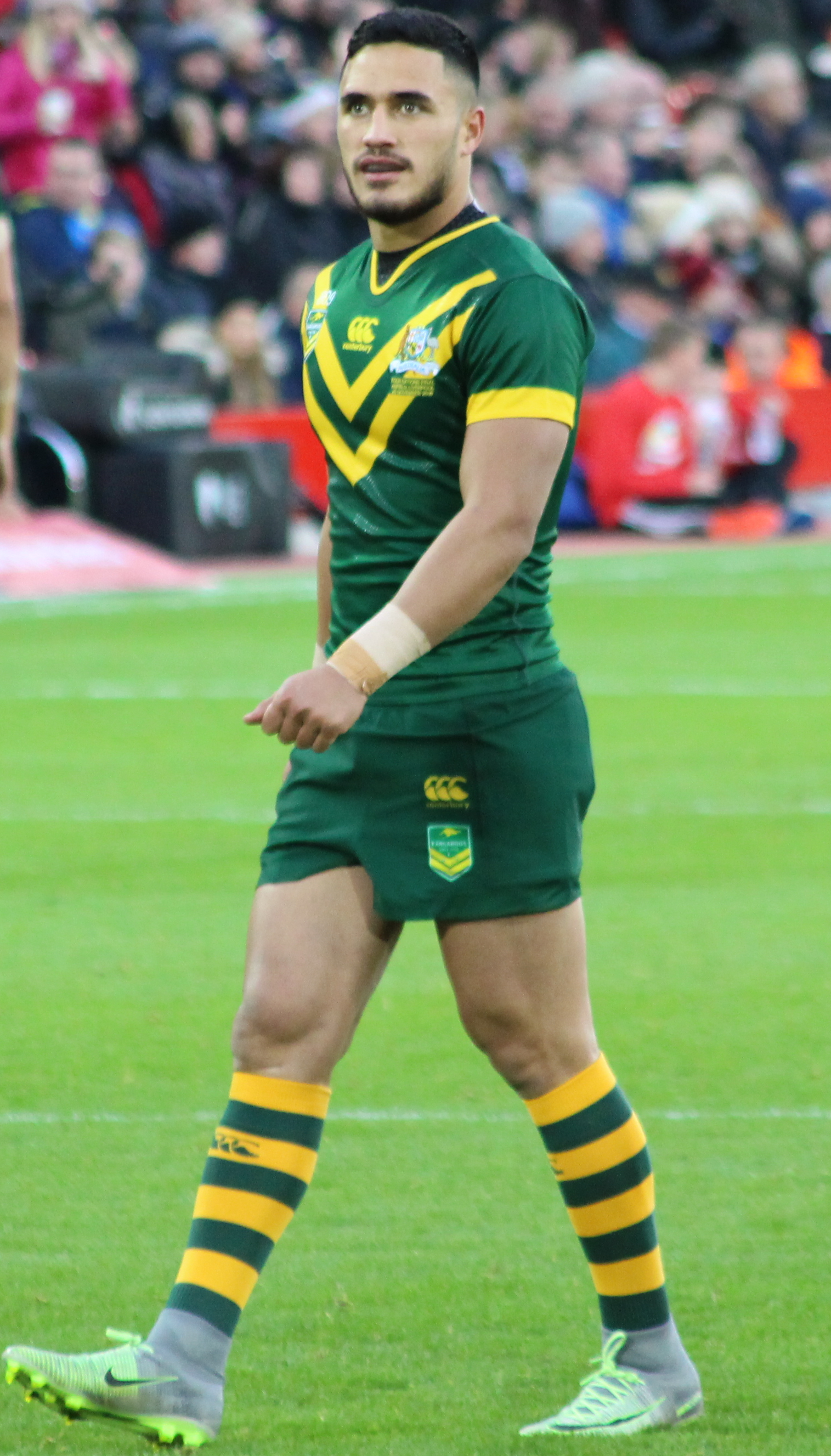
Valentine Holmes (cinq essais) désigné homme du match du premier quart-de-finale

- Australie : 8 essais de Holmes (9e, 17e, 51e, 57e et 74e), Morgan (31e et 36e) et Slater (24e) ; 7 transformations de Smith (10e, 19e, 26e, 33e, 38e, 53e et 58e)
- Samoa :

Évolution du score : 6-0, 12-0, 18-0, 24-0, 30-0, 36-0, 42-0, 46-0
Arbitre :  Phil Bentham

##### Nouvelle-Zélande - Fidji
(mt : 0 - 2)
Homme du match :  Kevin Naiqama
Points marqués :
- Nouvelle-Zélande : 1 pénalité de Johnson (45e)
- Fidji : 2 pénalités de Koroisau (15e) et Milne (62e)

Évolution du score : 0-2, 2-2, 2-4
Arbitre :  Matt Cecchin

##### Tonga - Liban
(mt : 22 - 16)
Homme du match :  Mitchell Moses
Points marqués :
- Tonga : 4 essais de Lolohea (4e), Fusitu'a (19e, 33e) et Hopoate (23e); 3 transformations de Hingano (5e, 24e et 34e); 1 pénalité de Hingano (53e)
- Liban : 4 essais de Doueihi (9e), Miski (23e) et Elias (40e et 69e) ; 3 transformations de Moses (10e, 31e et 70e)

Évolution du score : 6-0, 6-6, 10-6, 16-6, 16-12, 22-12, 22-16, mt, 24-16, 24-22
Arbitre :

##### Angleterre - Papouasie-Nouvelle-Guinée
(mt : 14 - 0)
Homme du match :  Jermaine McGillvary
Points marqués :
- Angleterre : 7 essais de McGillvary (13e et 20e), Walmsley (33e), Currie (56e), Watkins (68e et 72e) et Hall (79e) ; 4 transformations de Widdop (34e, 57e, 69e et 80e)
- Papouais-Nouvelle-Guinée : 1 essai de Lo (60e) ; 1 transformation de Martin (61e)

Évolution du score : 4-0, 8-0, 14-0, mt, 20-0, 20-6, 26-6, 30-0, 36-6
Arbitre :  James Child

#### Demi-finale

##### Australie - Fidji
Homme du match :  Cameron Smith
Points marqués :
- Australie : 10 essais de Slater (14e et 48e), Holmes (18e, 24e, 42e, 51e, 65e et 75e) et Gagai (31e et 69e) et  ; 7 transformations de Smith (15e, 19e, 33e, 43e, 49e, 53e et 67e)
- Fidji: 1 essais de Vunivalu (59e) ; 1 pénalité de Koroisau (7e)

Évolution du score : 0-2, 6-2, 12-2, 16-2, 22-2, mt, 28-2, 34-2, 40-2, 40-6, 46-6, 50-6, 54-6
Arbitre :  Gerard Sutton

##### Angleterre - Tonga
Homme du match :  Gareth Widdop
Points marqués :
- Angleterre : 3 essais de McGillvary (11e), Widdop (16e) et Bateman (68e) ; 3 transformations de Widdop (12, 17e et 69e) ; 1 pénalité de Widdop (50e)
- Tonga : 3 essais de Pangai Junior (73e), Havili (76e) et Lolohea (77e) ; 3 transformations de Taukeiaho (73e, 76e et 77e)

Évolution du score : 6-0, 11-0, 14-0, 20-0, 20-6, 20-12, 20-18
Arbitre :  Matt Cecchin

#### Finale

##### Australie - Angleterre
Homme du match :  Boyd Cordner
Points marqués :
- Australie : 1 essai de Cordner (15e) ; 1 transformation de Smith (15e)
- Angleterre:

Évolution du score : 6-0, mt,
Arbitre :  Gerard Sutton
Spectateurs : 40 033
- Australie : Slater - Gagai, Chambers, Dugan, Holmes - Morgan, Cronk - Woods, Smith (c), Klemmer, Cordner, Gillett, McGuire - W. Graham, McLean, Campbell-Gillard, Frizell - Entraîneur : Malcolm Meninga
- Angleterre : Widdop - McGillvary, Watkins, Bateman, Hall - Brown, Gale - Hill, Roby, J. Graham, Currie, Whitehead, S. Burgess (c) - Walmsley, Heighington, T. Burgess, Lomax - Entraîneur : Wayne Bennett

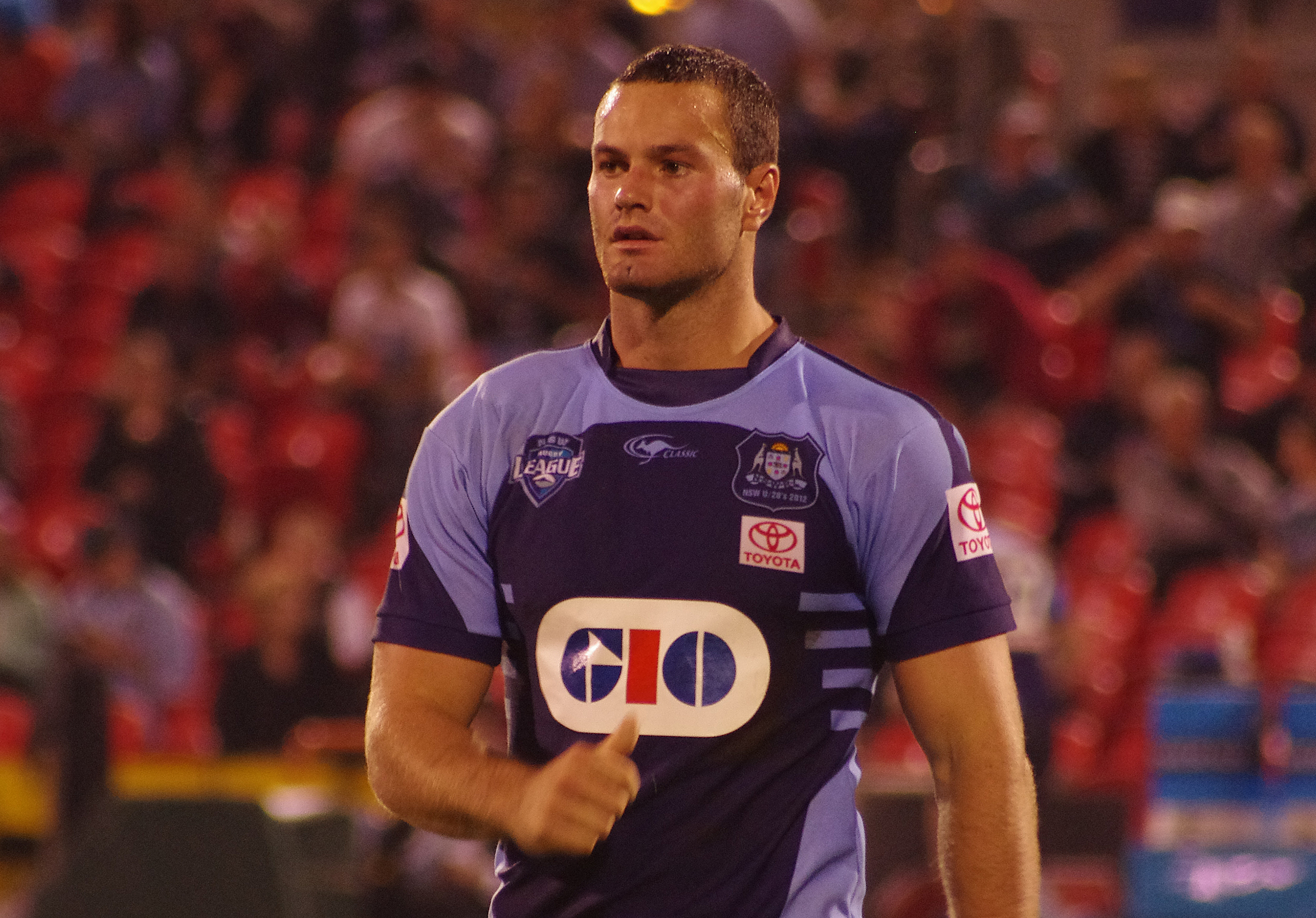
Boyd Cordner est élu homme du match, notamment en raison de l'unique essai inscrit dans ce match.

Pour la troisième fois de l'histoire, l'Australie et l'Angleterre sont opposées en finale de la Coupe du monde après les éditions de 1975 et 1995 qui furent remportées par l'Australie. La nation hôte est le favori de cette finale après un parcours sans faute en n'ayant jamais été inquiété, tandis que l'Angleterre après une défaite honorable contre ce même adversaire au premier tour (4-18) a dû se qualifier dans la douleur pour la finale en battant 20-18 les Tonga en demi-finale.
Les Australiens débutent mieux la rencontre que l'Angleterre et imposent son rythme, il ouvre naturellement le score sur un essai de Boyd Cordner à la 15e minute suivi d'une transformation de Cameron Smith. Toutefois, malgré cette domination, l'Angleterre résiste et n'encaisse pas d'autre point au cours de cette première période. La seconde période est plus équilibrée où à plusieurs reprises l'Angleterre se créé des occasions d'essais face à des Australiens coupables de fautes. L'Angleterre ne tente aucune pénalité préférant miser sur une action menant à un essai. L'Australie parvient à contenir les assauts anglais et à maintenir le score à 6-0 jusqu'au coup de sifflet final.
L'Australie conserve son titre acquis en 2013 et remporte son onzième titre de Coupe du monde de l'histoire.

## Bilan de la Coupe du monde

### Joueurs en évidence

#### Meilleurs marqueurs d'essais

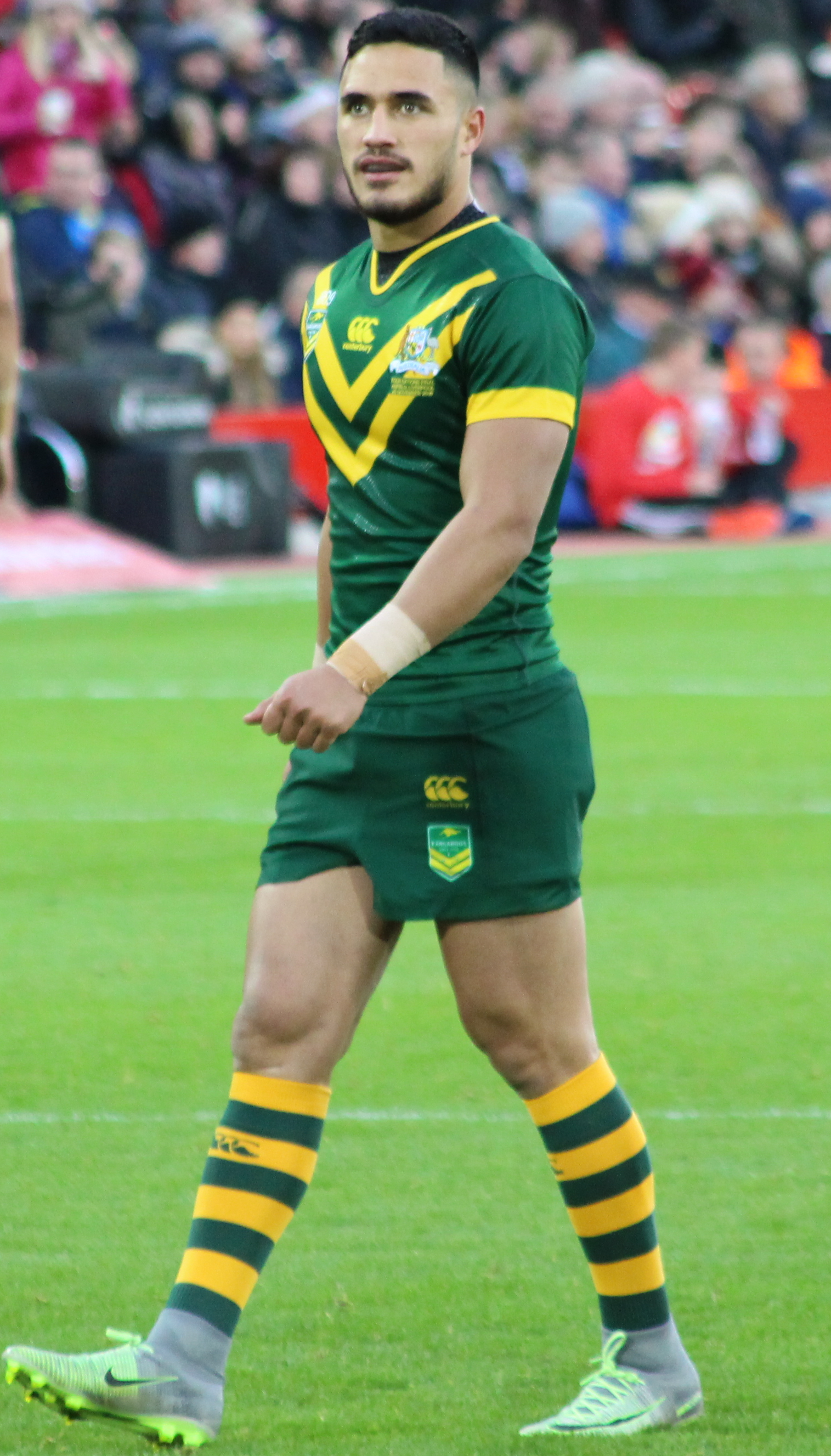
Valentine Holmes
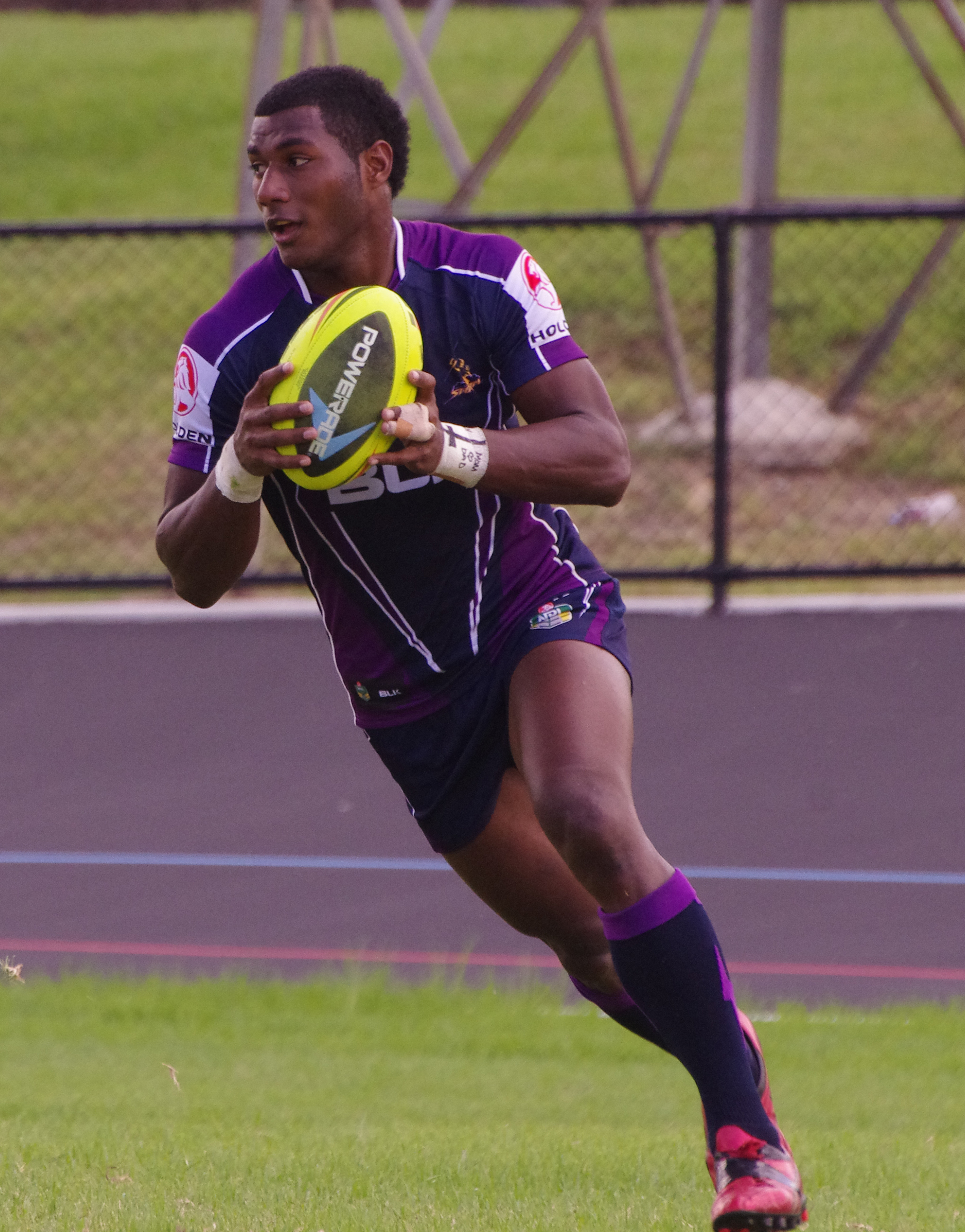
Suliasi Vunivalu
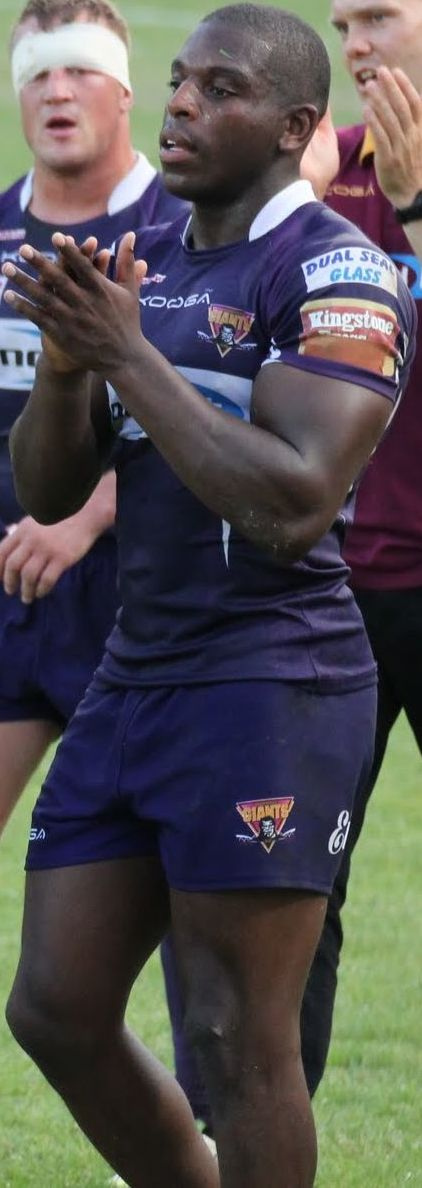
Jermaine McGillvary
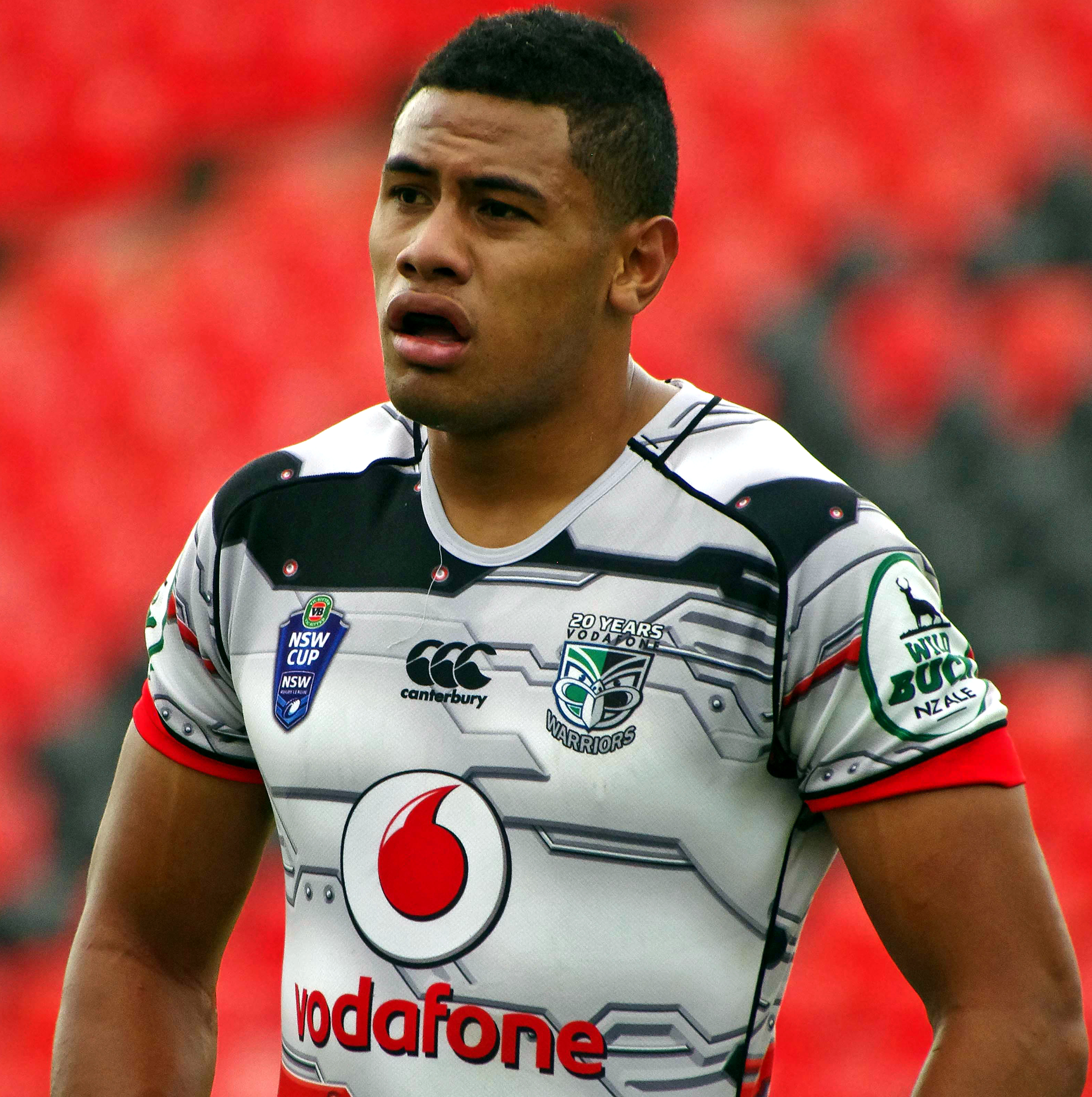
David Fusitu'a
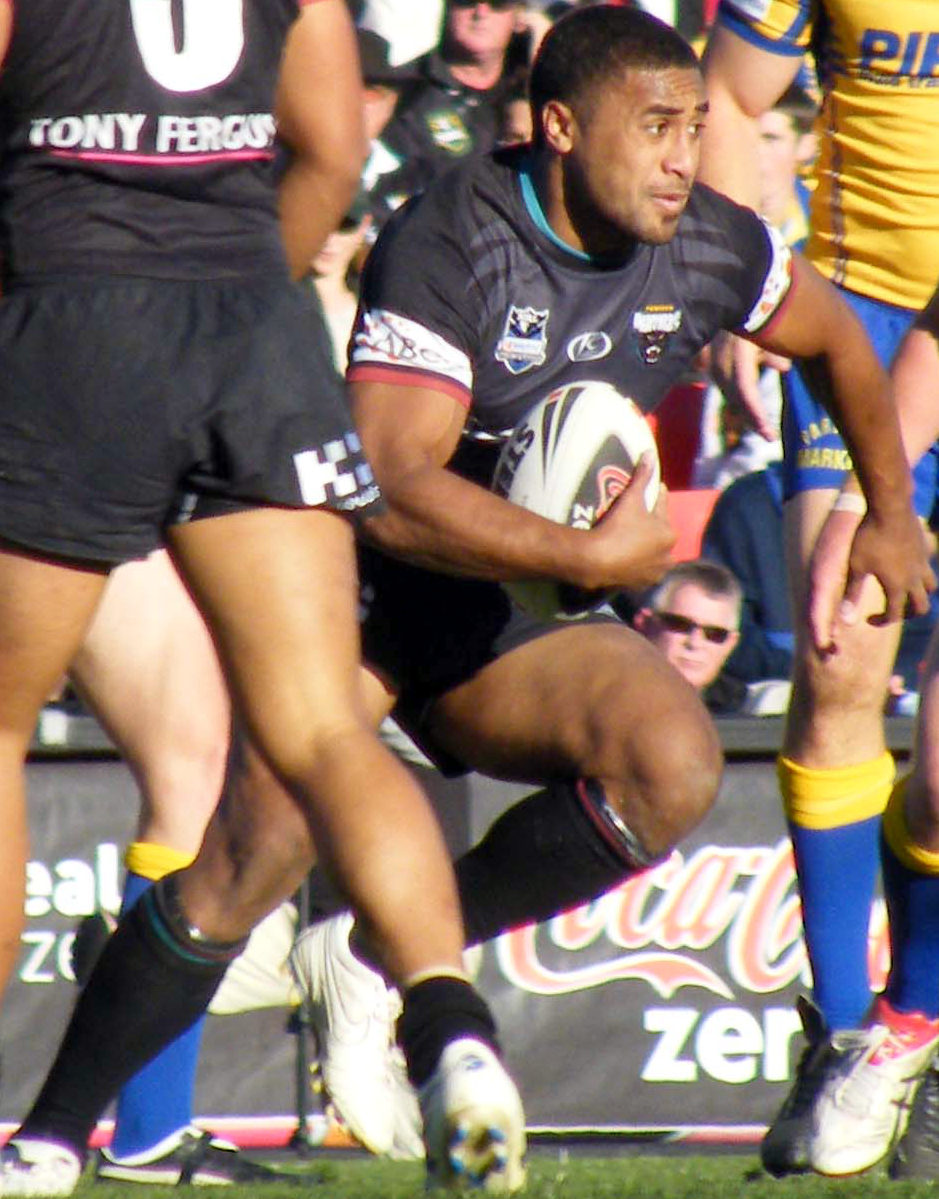
Michael Jennings

| Rang | Joueur              | Équipe     | Essais | MJ |
| ---- | ------------------- | ---------- | ------ | -- |
| 1    | Valentine Holmes    | Australie  | 12     | 6  |
| 2    | Suliasi Vunivalu    | Fidji      | 9      | 5  |
| 3    | Jermaine McGillvary | Angleterre | 7      | 6  |
| 4    | Billy Slater        | Australie  | 5      | 5  |
| 4    | David Fusitu'a      | Tonga      | 5      | 3  |
| 4    | Michael Jennings    | Tonga      | 5      | 3  |

#### Meilleurs scoreurs

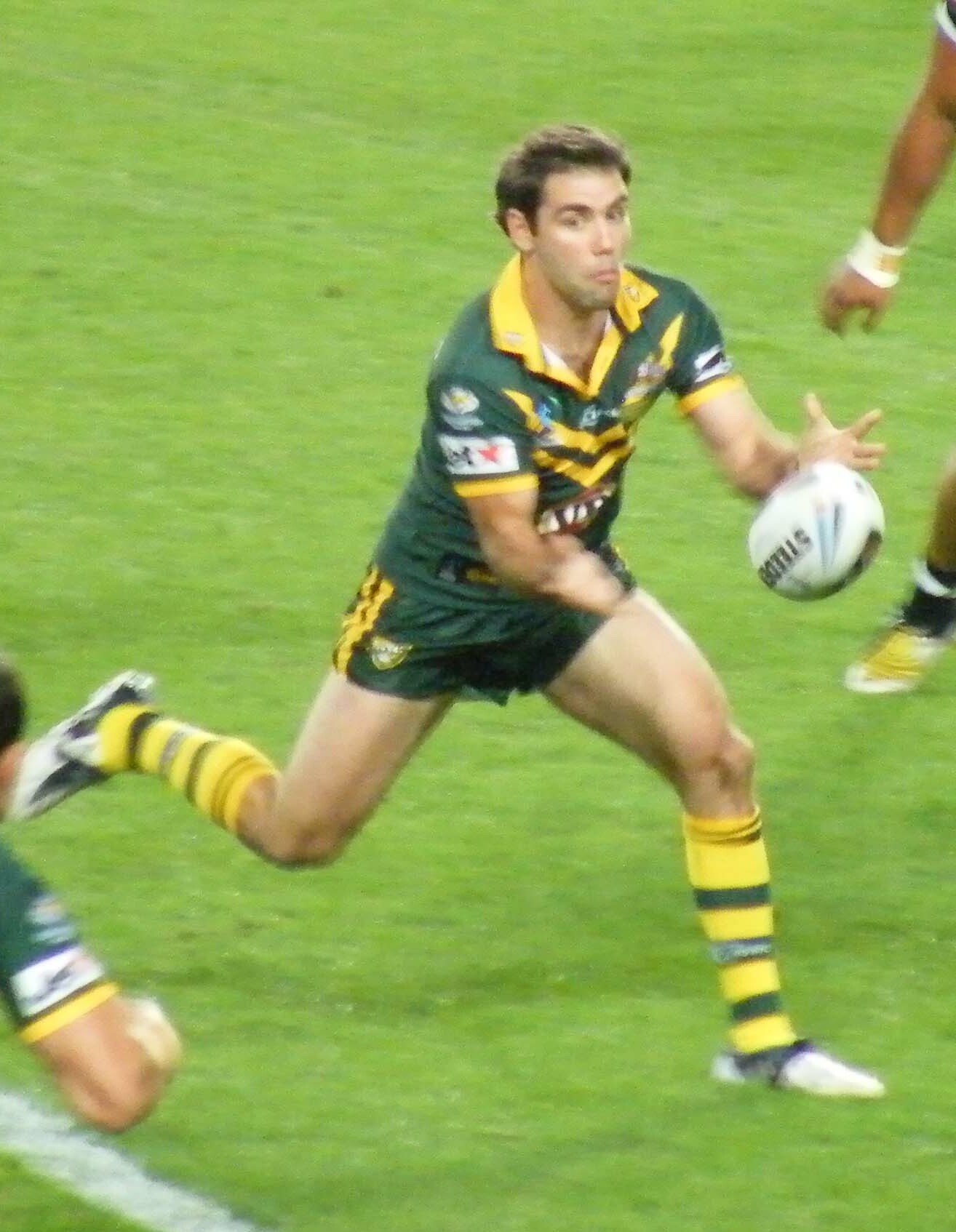
Cameron Smith
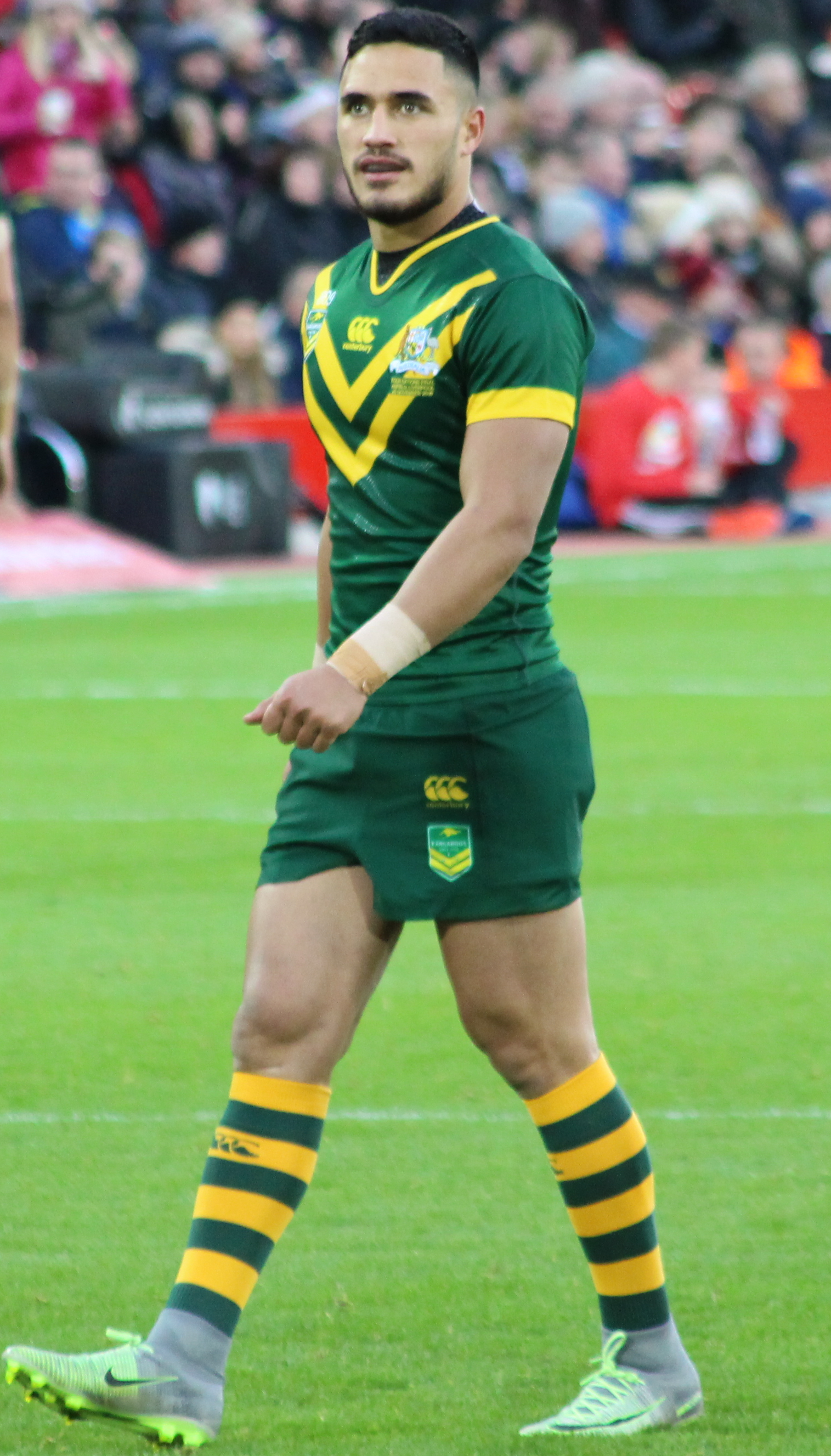
Valentine Holmes
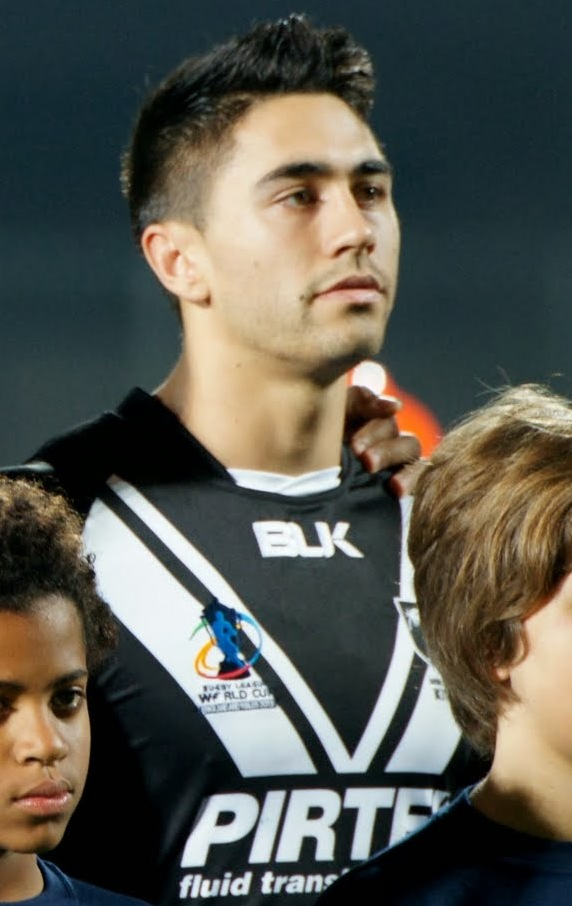
Shaun Johnson
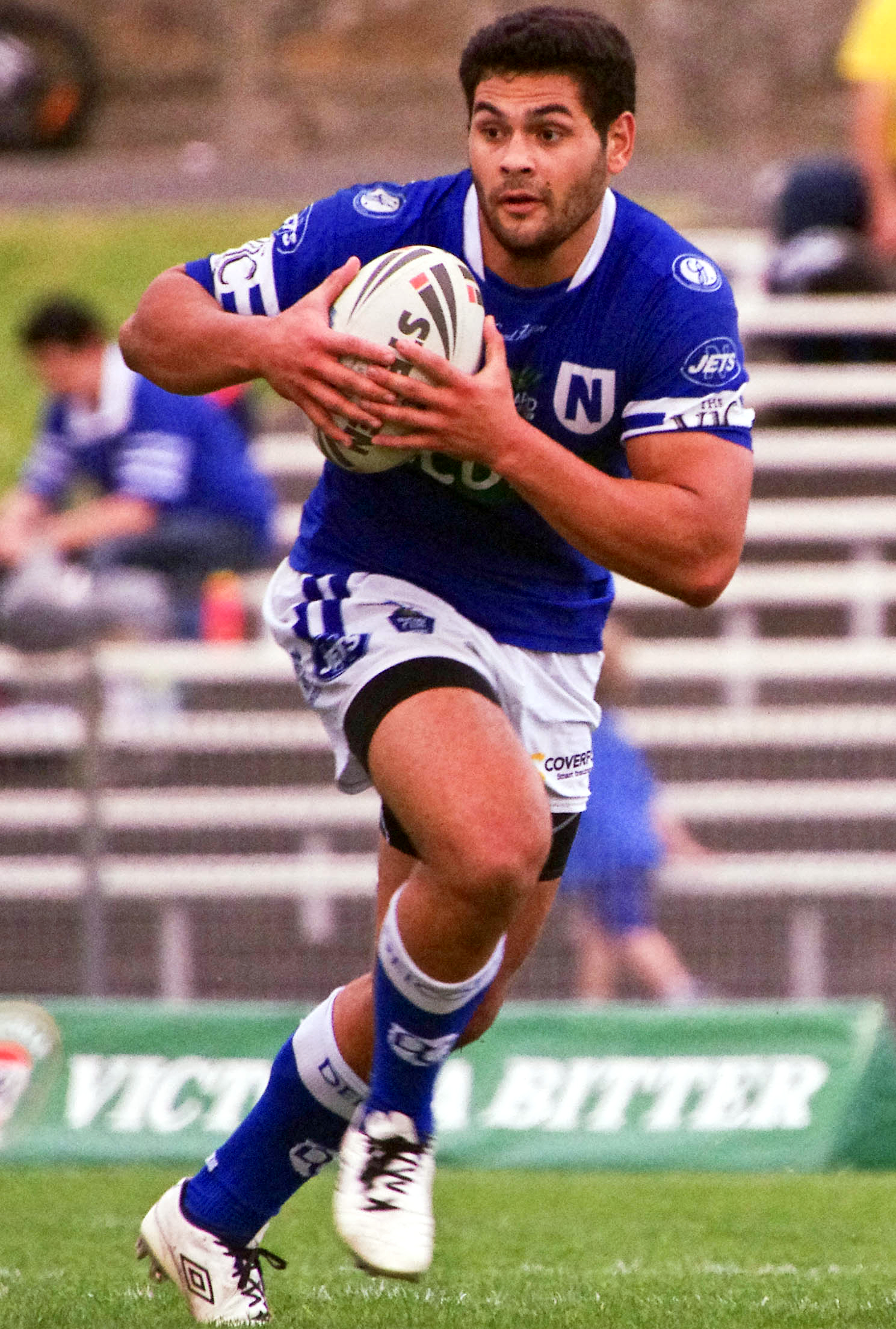
Rhyse Martin
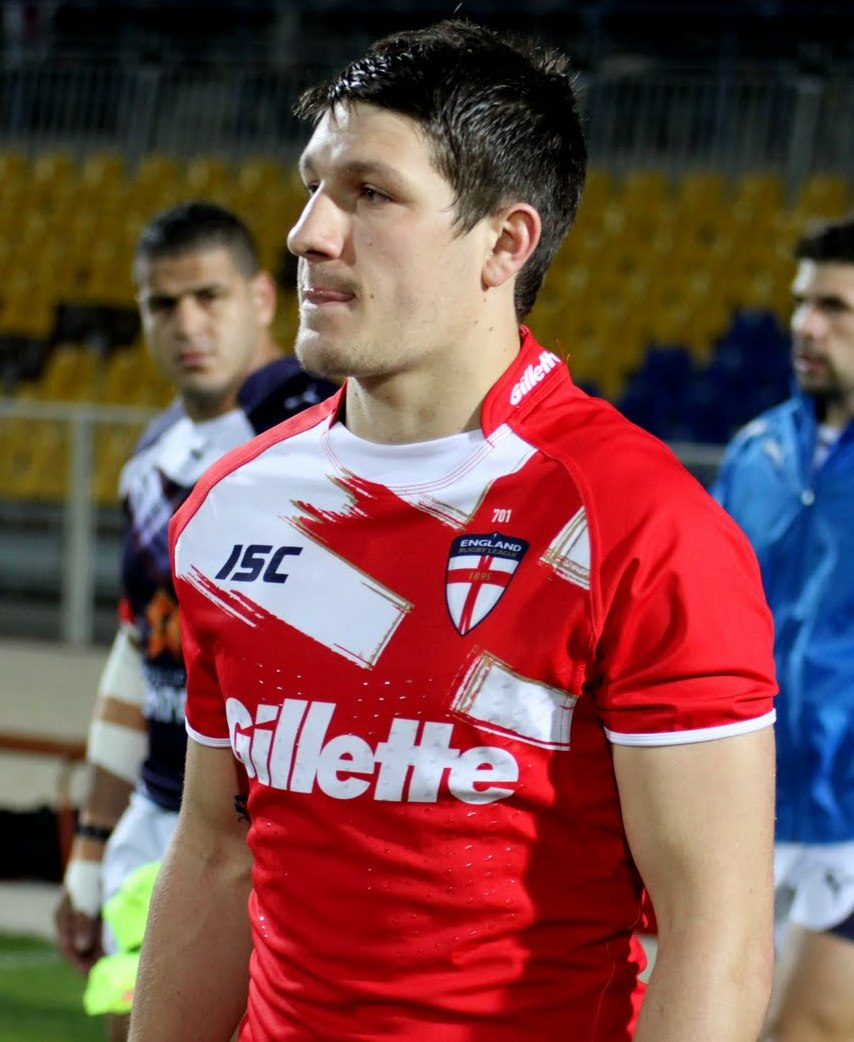
Gareth Widdop

| Rang | Joueur              | Équipe               | Points | Essais | Transf. | Pén. | Drops | Matches joués |
| ---- | ------------------- | -------------------- | ------ | ------ | ------- | ---- | ----- | ------------- |
| 1    | Cameron Smith       | Australie            | 50     | 0      | 24      | 1    | 0     | 6             |
| 2    | Valentine Holmes    | Australie            | 48     | 12     | 0       | 0    | 0     | 6             |
| 3    | Shaun Johnson       | Nouvelle-Zélande     | 44     | 2      | 18      | 0    | 0     | 4             |
| 4    | Rhyse Martin        | Papouas.-Nlle-Guinée | 42     | 2      | 17      | 0    | 0     | 4             |
| 5    | Gareth Widdop       | Angleterre           | 41     | 2      | 15      | 1    | 1     | 6             |
| 6    | Suliasi Vunivalu    | Fidji                | 38     | 9      | 1       | 0    | 0     | 5             |
| 7    | Sio Siua Taukeiaho  | Tonga                | 32     | 0      | 16      | 0    | 0     | 4             |
| 8    | Apisai Koroisau     | Fidji                | 30     | 0      | 14      | 1    | 0     | 5             |
| 8    | Taane Milne         | Fidji                | 30     | 4      | 7       | 0    | 0     | 5             |
| 10   | Liam Finn           | Irlande              | 28     | 1      | 12      | 0    | 0     | 3             |
| 10   | Jermaine McGillvary | Angleterre           | 28     | 0      | 7       | 0    | 0     | 6             |
| 10   | Josh Mantellato     | Italie               | 28     | 2      | 10      | 0    | 0     | 3             |

## Aspects socio-économiques de la Coupe du monde

### Partenaires officiels
Les partenaires économiques sont classés selon leur importance :
- Partenaires majeurs : Crownbet, Harvey Norman, Isuzu, KFC et Telstra ;
- Principaux partenaires : AccorHotels, Energizer, XXXX Gold, Road tech Marine, Schick et Wolf Blass ;
- Partenaires officiels : Bundaberg Rum, Fi-ta, Men of League Foundation, Nielsen, Powerade, Steeden, Ticketek, Hertz, Seven, Sky Sports, Woodstock Bourbon, Youi ;
- Partenaires papous : Oil Search, SP Brewery, Coca-Cola Amatil, Milo.

### Télévision
| Pays                      | Chaîne         | Matches                                                                                   |
| ------------------------- | -------------- | ----------------------------------------------------------------------------------------- |
| Australie                 | Seven Network  | Les 28 matches en direct                                                                  |
| Nouvelle-Zélande          | Sky Sport      | Les 28 matches en direct                                                                  |
| Fidji                     | Fiji One       | Les 28 matches en direct                                                                  |
| France                    | BeIn Sports    | Les 28 matches en direct                                                                  |
| Royaume-Uni               | BBC Sport      | Les rencontres en direct de l'Angleterre, de l'Irlande, du pays de Galles et de l' Écosse |
| Royaume-Uni               | Premier Sports | Les 28 matches en direct                                                                  |
| Hong Kong                 | PCCW           | Les 28 matches en direct                                                                  |
| Japon                     | DAZN           | Les 28 matches en direct                                                                  |
| Malaisie                  | Astro          | Les 28 matches en direct                                                                  |
| Moyen-Orient              | OSN Sports     | Les 28 matches en direct                                                                  |
| Papouasie-Nouvelle-Guinée | EM TV          | Les 28 matches en direct                                                                  |
| États-Unis                | Fox Sports     | Les 28 matches en direct                                                                  |